# 苫東厚真發電廠
苫東厚真發電廠（日語：日语：），位於日本北海道勇拂郡厚真町，為北海道電力株式會社轄下的燃煤火力發電廠。

## 沿革

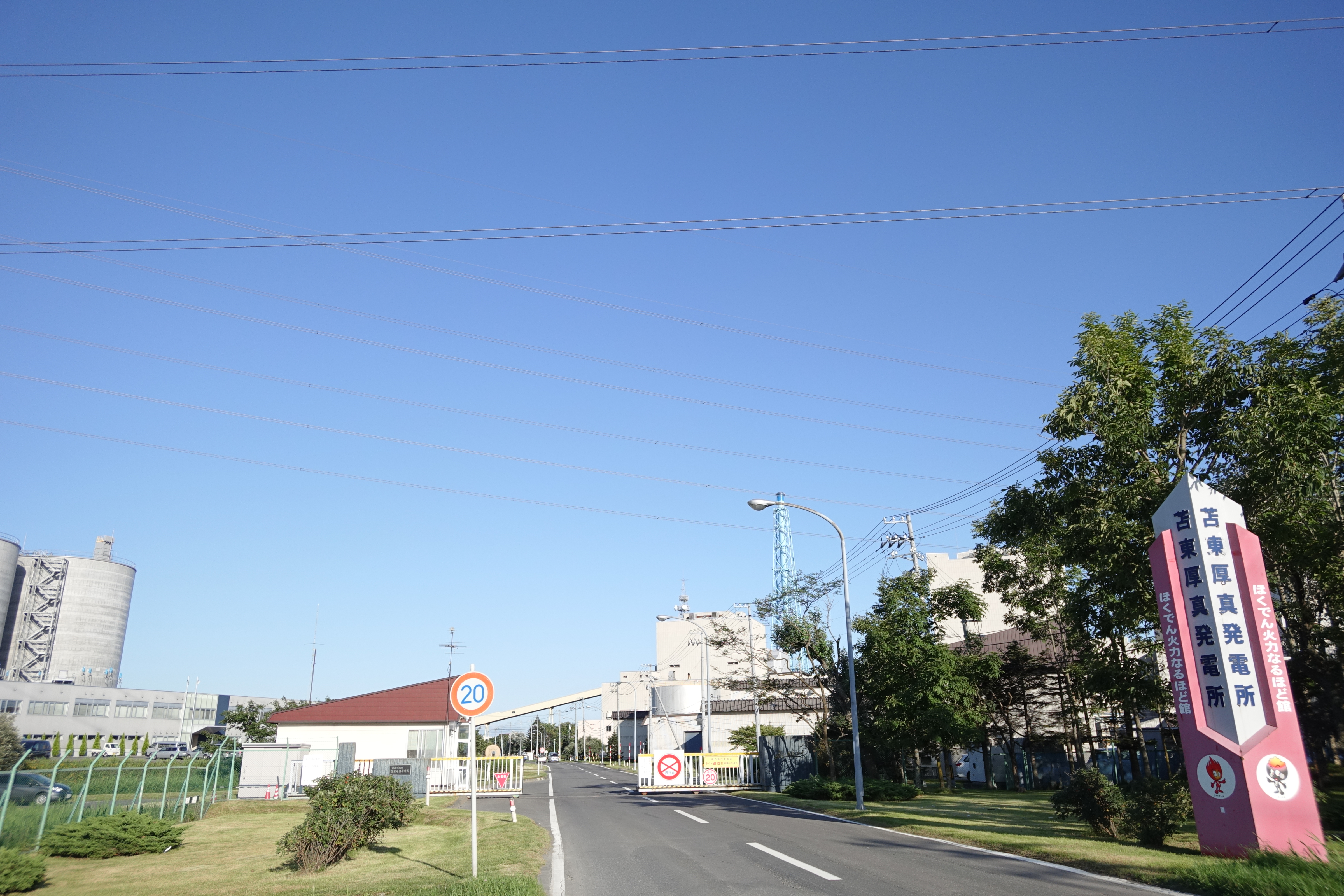
苫東厚真發電廠正門。

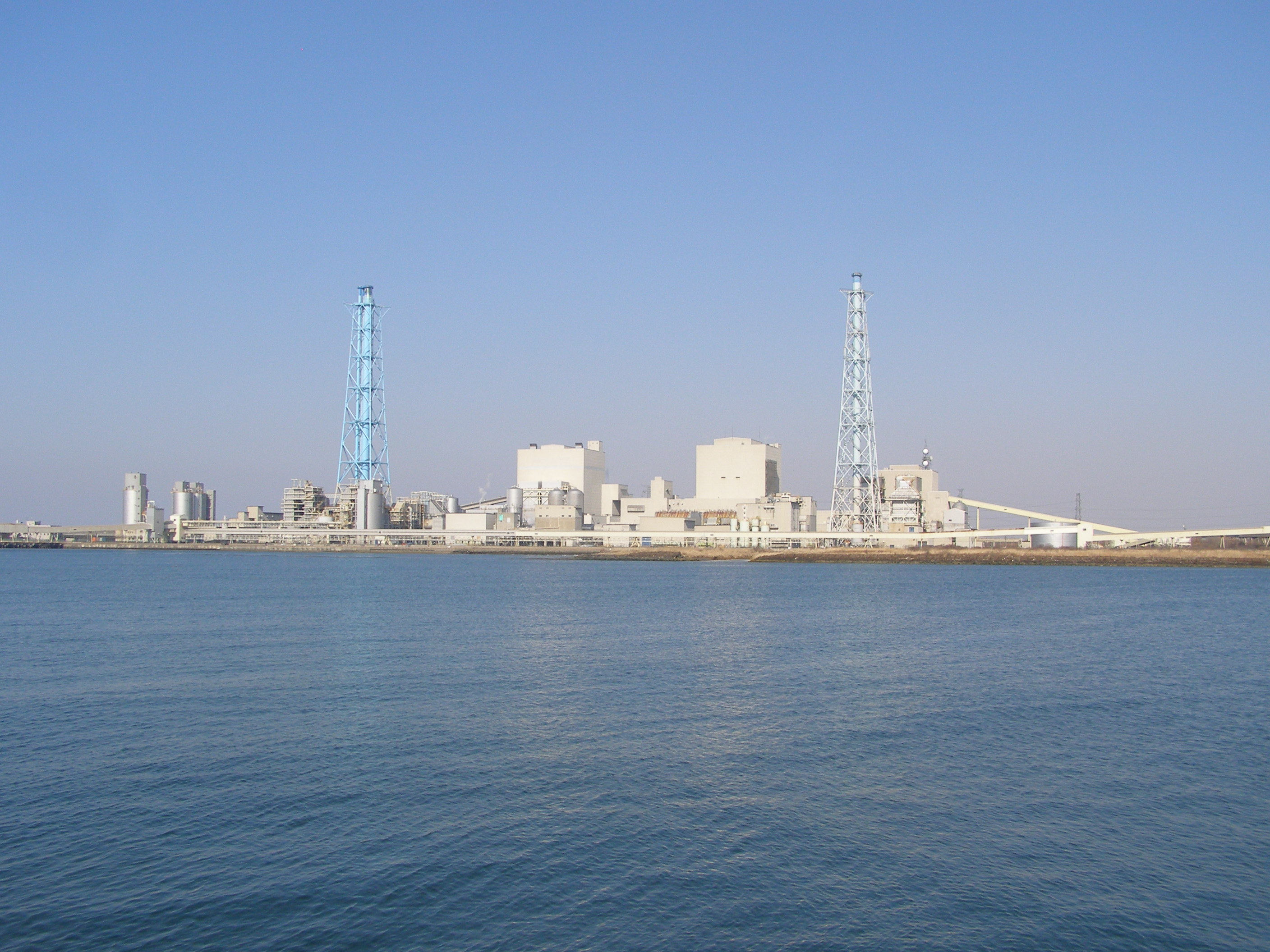
從厚真一側看到的苫東厚真發電廠。右邊煙囪為1號機，左右煙囪之間可見的是2號機和4號機，中間較小棟為已除役的3號機。

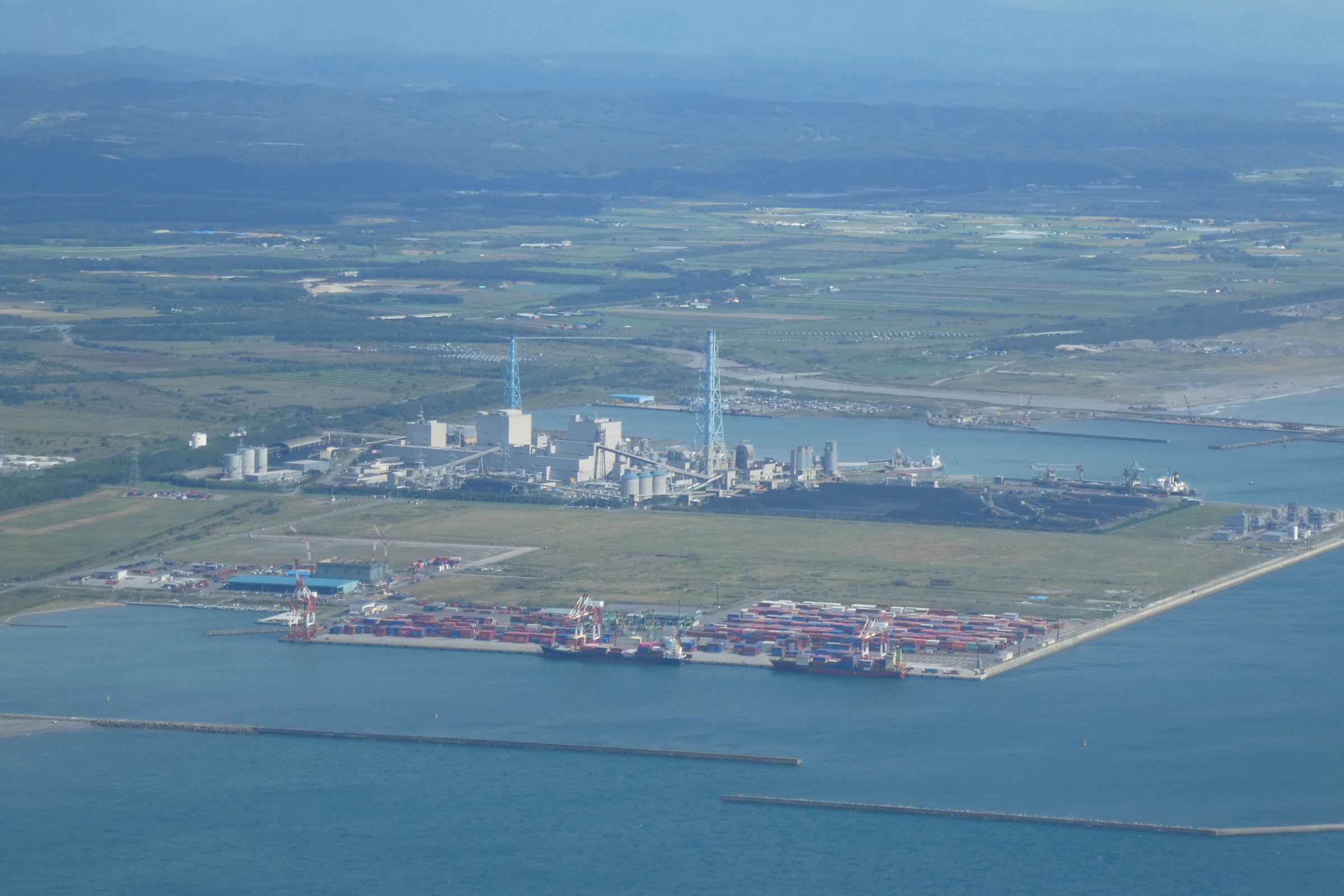
從高空俯勘苫東厚真發電廠。（2019年）

苫東厚真發電廠最初為北海道苫小牧市東部地區發展計劃中所規劃的電源設施，原計畫設置裝置容量600MW等級的燃油火力發電廠，但規劃階段正逢石油危機，因此最終在動工前改為興建950MW等級的燃煤火力發電廠。。
苫東厚真發電廠1號機於1980年10月完工商轉，直到現今已完成4部燃煤發電機的興建工程，並且該發電廠與以往日本其他燃煤發電廠不同，該廠興建之初，就已規劃自海外引進煤炭作為燃料來源，不過1號機完成時，日本國內的煤炭開採量達到顛峰，因此1號機運轉初期採用日本國產的煤炭，直到2號機完工商轉以後，就都以海外進口煤炭為主。1987年1號機輸煤系統改建工程完工，開始引入海外進口煤炭燃燒。
1998年3月3號機完工商轉，該機組為當時全球第一部採用商業運轉化的加壓流化床複循環（PFBC）系統，新技術的導入雖然讓3號機鍋爐熱效率極高，空污排放量減少許多，但由於鍋爐管路容易磨損使損壞狀況頻繁等因素，其有效運轉時速不高，且維修費用高昂，最終3號機於2005年10月提早除役。
而後續計畫增建的4號機與5號機原先也規劃採用PFBC系統，但由於已有3號機運轉狀況極差的前車之鑑，4號機後來改為設置700MW等級的燃煤汽力發電機組，並且4號機採用北海道電力首部超超臨界壓力鍋爐和汽輪機，主蒸汽和再熱蒸汽溫度為600℃，主蒸汽壓力為25.0MPa。至於5號機興建計畫則暫緩實施。

### 地震災害
2018年9月6日北海道發生日本氣象廳規模6.7的地震，苫東厚真發電廠所在的厚真町達到震度7，因為劇烈晃動造成北海道各地發電廠的大量發電機組自動解聯跳脫，進入安全保護機制，此舉引發北海道當地電網系統的系統不平衡，引發頻率崩潰各發電廠連鎖跳機的重大事故。
除了北海道所屬的近海島嶼以外，全道約有295萬戶家庭停電，當時苫東厚真發電廠商轉中的1、2、4號機組發生發電設備跳脫與附屬設備火災，災後估計1號機預計該年9月底修復運轉、2號機10月中旬修復，完全修復預計得到2020年11月中旬完成。
實際展開重建工程時，1號機於9月17日上午9時修復完成滿載運轉，4號機於於同月25日下午3時滿載運轉，2號機原定9月23日恢復運轉，但完工時的檢查作業中發現其他問題，因此延遲至10月10日完成滿載運轉，整體而言仍比預定修復進度快了許多。

#### 電網重建過程
地震發生後的10小時半，9月6日下午1時30分砂川發電廠3號機組停機檢查確認安全後重啟運轉，札幌、旭川部分地區恢復供電，4號機組隨後於7日中午12時57分重新啟動。
9月6日晚間8時10分，音別發電廠1號機組檢修完成啟動運轉。釧路市等北海道東部地區的供電恢復。 2號機組隨後於7日上午9時08分重新啟動。
9月7日凌晨0時20分，奈井江發電廠2號機組起運轉，緊接著1號機組在當日4時24分重新啟動。
9月7日上午11時18分，伊達發電廠1號機組重新啟動。 2號機組同日重新啟動（當時2號機計劃於同日下午6時30分重新啟動）。
北海道電力在9月8日晚上7時舉行記者會上宣布，由於北海道島上的發電設施陸續修復，以及自本州地區支援供應的電力加總可達3,500MW，已達到地震發生前的尖峰用電約90%的發電量。9月19日北海道電力再度舉行記者會表示，由於苫東厚真發電廠1號機組已恢復運轉，目前北海道電力供應已恢復穩定。 10月10日早上6時苫東厚真發電廠2號機組恢復運轉，至此苫東厚真發電廠三部機組均已完全恢復。

## 設施

### 發電機組

#### 商轉中
| 名稱   | 鍋爐類型                          | 發電機類型                 | 機組數量 | 發電燃料 | 裝置容量 （MW） | 商轉日期   | 狀態     |
| ------ | --------------------------------- | -------------------------- | -------- | -------- | --------------- | ---------- | -------- |
| 一號機 | 日本Babcock-Hitachi K.K公司製鍋爐 | 日本東芝製汽輪發電機       | 1        | 燃煤     | 350MW           | 1980年10月 | 商轉中。 |
| 二號機 | 日本IHI製超臨界鍋爐               | 日本日立製作所製汽輪發電機 | 1        | 燃煤     | 600MW           | 1985年10月 | 商轉中。 |
| 四號機 | 日本IHI製超超臨界鍋爐             | 日本日立製作所製汽輪發電機 | 1        | 燃煤     | 700MW           | 2002年6月  | 商轉中。 |

#### 已除役
| 氣渦輪發電機類型               | 熱回收爐類型                     | 汽輪發電機類型                | 機組數量 （汽渦輪機+汽輪機） | 發電燃料 | 裝置容量（MW） | 商轉日期  | 狀態             |
| ------------------------------ | -------------------------------- | ----------------------------- | ---------------------------- | -------- | -------------- | --------- | ---------------- |
| 3-1 日本三菱重工製氣渦輪發電機 | 日本三菱重工製加壓流化床熱回收爐 | ST-3 日本三菱重工製汽輪發電機 | 1部氣渦輪機 1部汽輪機        | 燃煤     | 85MW           | 1998年3月 | 2005年10月除役。 |

## 外部連結
- 苫東厚真発電所「ほくでん火力なるほど館」 - 北海道電力 （页面存档备份，存于）（日語）
- 石炭火力発電所 - 北海道電力 （页面存档备份，存于）（日語）
- 苫東コールセンター株式会社 （页面存档备份，存于）（日語）